# Saint-Éloy-les-Mines
Saint-Éloy-les-Mines is een gemeente in het Franse departement Puy-de-Dôme (regio Auvergne-Rhône-Alpes). De plaats maakt deel uit van het arrondissement Riom. Saint-Éloy-les-Mines telde op 1 januari 2022 3.484 inwoners.
De plaats is genoemd naar de heilige Eligius, schutspatroon van de mijnwerkers.
Vanaf de tijd van de Franse Revolutie tot 1978 waren hier en in verschillende omliggende dorpen enkele mijnen, waar steenkool en zilverhoudend looderts, galeniet, werd gedolven. Vanwege de zware arbeidsomstandigheden hadden deze mijnen aan het eind van de 19e eeuw een slechte naam.
Zoals uit de bevolkingscijfers blijkt, was het aantal inwoners toen de mijnen nog in bedrijf waren veel groter geweest dan tegenwoordig (destijds meer dan 7.000).

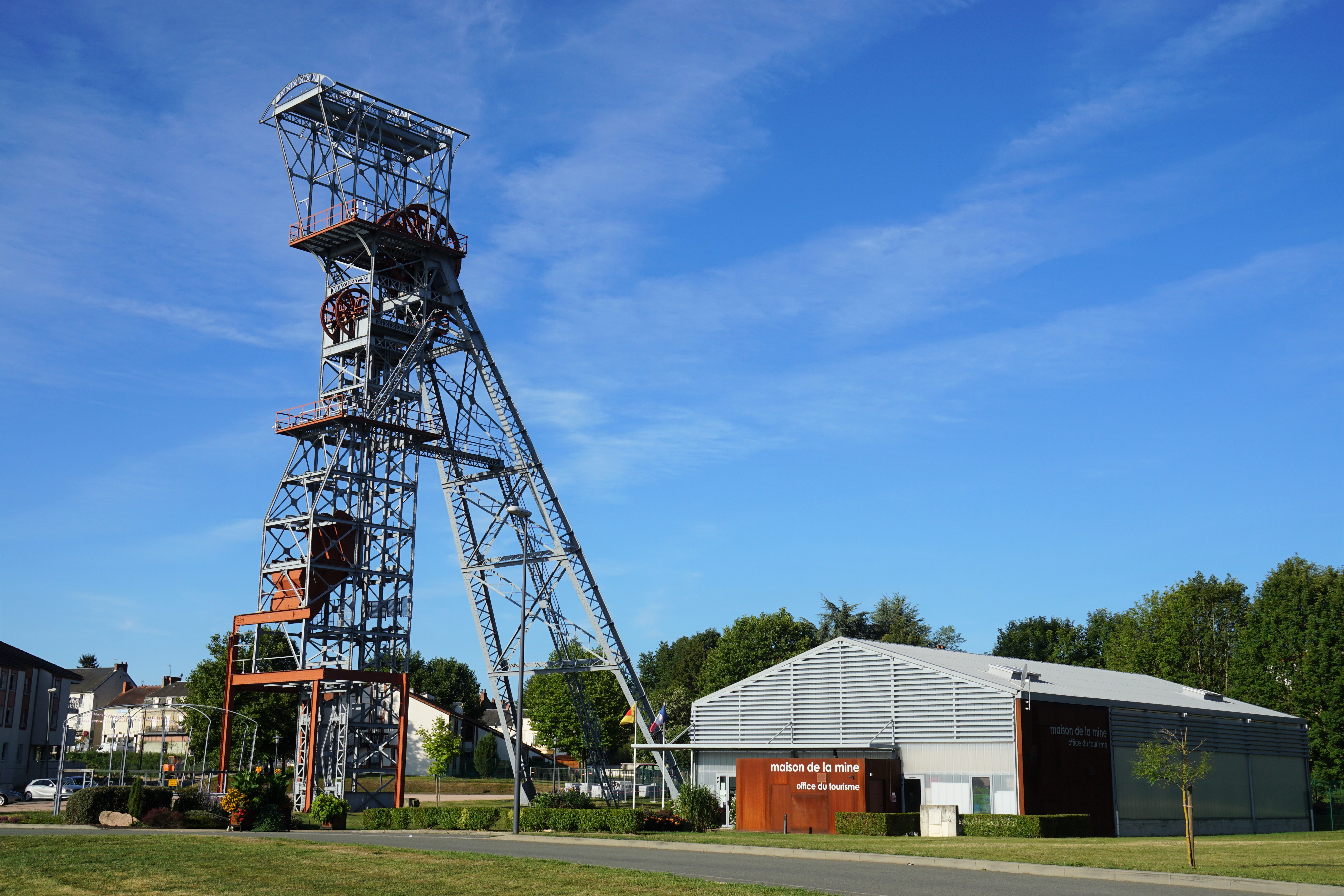
Schachtbok en mijnbouwmuseum

Een gedeelte van de mijnen is als industrieel erfgoed bewaard gebleven. Onder een schachtbok is de ingang van het plaatselijke mijnbouwmuseum, dat alleen 's zomers geopend is. Dit is ook de enige bezienswaardigheid van betekenis in het dorp zelf. 
Na de sluiting van de mijnen heeft zich een fabriek van isolatiemateriaal e.d. van het concern Rockwool in Saint-Éloy-les-Mines gevestigd. Met meer dan 500 arbeidsplaatsen is dit de grootste werkgever in de plaats.

## Geografie
De oppervlakte van Saint-Éloy-les-Mines bedroeg op 1 januari 2022 22,11 vierkante kilometer; de bevolkingsdichtheid was toen 157,6 inwoners per km².

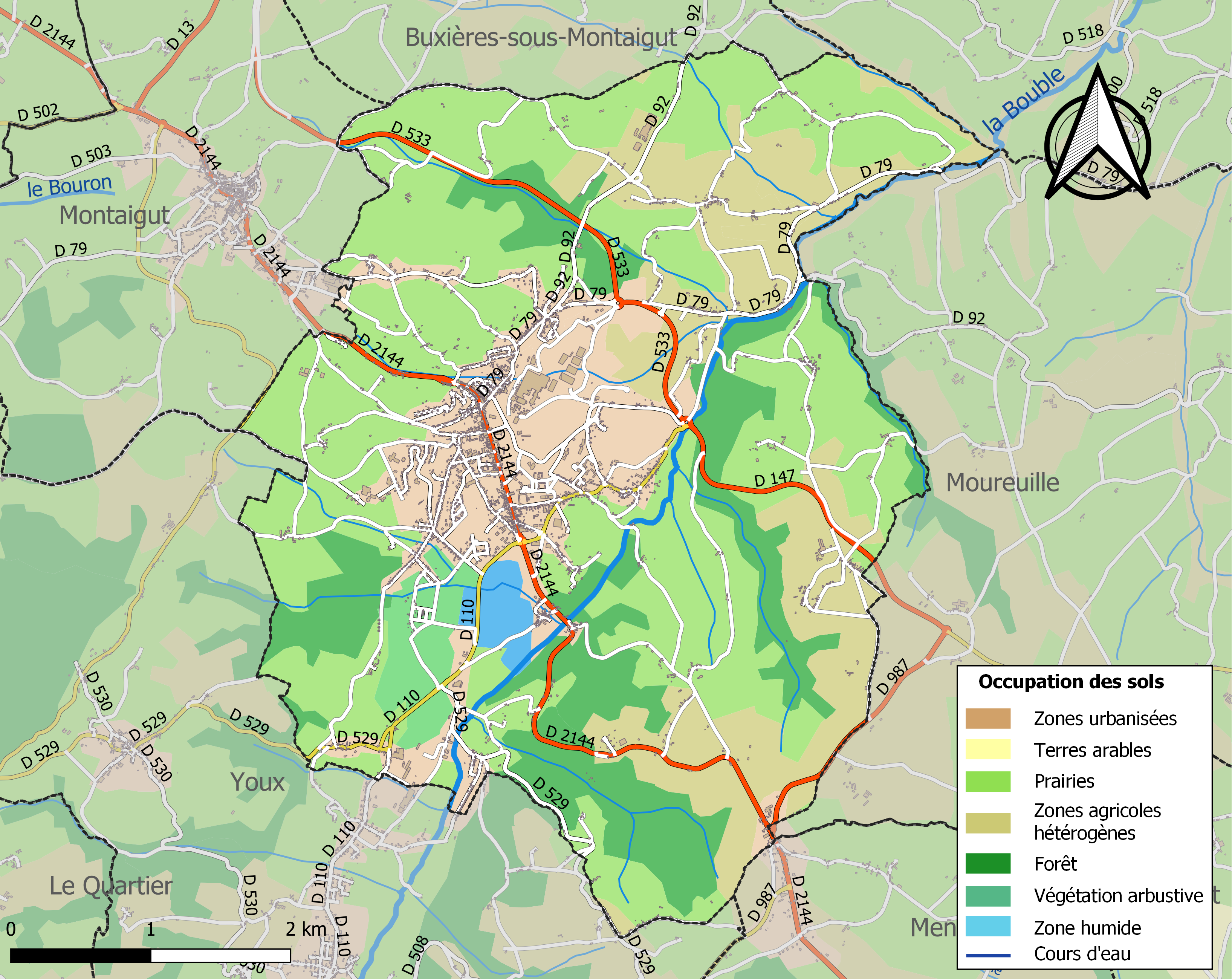
Kaart van de gemeente met belangrijkste infrastructuur, bodemgebruik en omliggende gemeenten

## Demografie
Onderstaande figuur toont het verloop van het inwonertal (bron: INSEE-tellingen).